# اوالغ (آيت سيدي بوموسى)
اوالغ هو دُوَّار يقع بجماعة إيتزر، إقليم ميدلت، جهة درعة تافيلالت في المملكة المغربية. ينتمي الدوّار لمشيخة آيت سيدي بوموسى التي تضم دوارين. يقدر عدد سكانه بـ 625 نسمة حسب الإحصاء الرسمي للسكان والسكنى لسنة 2004.

## روابط خارجية
- البوابة الوطنية للجماعات الترابية
- المندوبية السامية للتخطيط